# Le Soir
Le Soir — брюссельська газета Бельгії, видається з 1887 року.
Більшість випусків газети доступні у Королівській бібліотеці Бельгії.